# カラストンビ

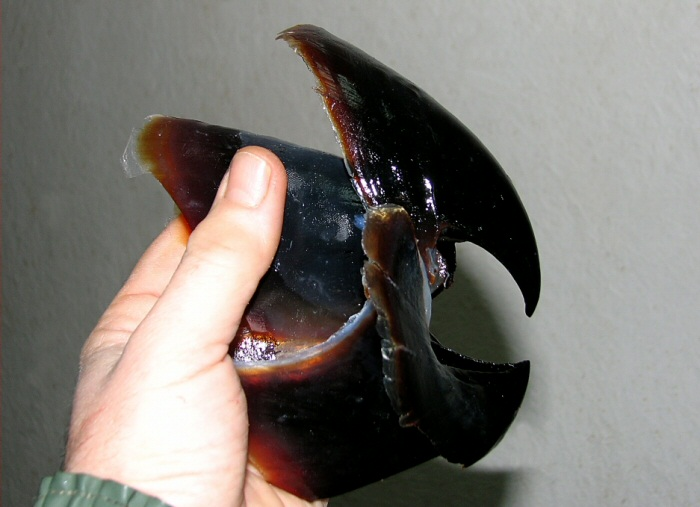
ダイオウホウズキイカのカラストンビ（顎板）

カラストンビ（烏鳶）は、頭足類（タコ・イカ・オウムガイ・アンモナイトなど）の顎板（がくばん）の俗称。また、その周囲の筋肉や口球の部分、あるいはその加工食品を指すこともある。

## 概要
口を前後から閉める位置に1対があり、それぞれ「上顎板」と「下顎板」と呼ばれる。鳥の嘴に似た構造をしている。外から見える部分は黒色であるが、奥へ行くにしたがって色が薄くなる。キチン質からなる硬い組織である。この顎板自体は食用に適さないため、カラストンビという名称で売られている加工食品は、顎板を取り除いて周囲の肉のみ食べるか、すでに取り除いて肉のみとなっているかである。ただし、一部の製品によっては製造工程や加工方法を工夫すると顎板自体が骨せんべいのようにパリパリになって食べられるようになることから、その食感に注目した製品も売られている。

## 用途
カラストンビの周りの筋肉は硬いが、かむほどに味が出る。主に、酒の肴（燻製、郷土料理、珍味）として利用される。
- タコトンビ - 塩茹で・燻製・珍味
- イカトンビ - 燻製・珍味